# 남차바르와산
남차바르와산(Namcha Barwa/Namjag Barwa, 중국어: 南迦巴瓦峰, 병음: Nánjiābāwǎ Fēng)은 중화인민공화국 티베트 자치구 린즈 지구의 산이다. 히말라야산맥의 동쪽 끝자락에 위치하며, 7,600m를 넘는 산 중에 가장 동쪽에 위치한다.

## 같이 보기
- 인더스강
- 에베레스트산
- 수틀레지강
- 티베트고원